# Due lettere anonime
Due lettere anonime è un film del 1945 diretto da Mario Camerini.

## Trama
Bruno torna a casa in licenza dal fronte russo e scopre, dopo aver ricevuto una lettera anonima, che Gina, la ragazza che voleva sposare, si è messa con Tullio, il quale gestisce una tipografia in collaborazione coi tedeschi.
Dopo il proclama Badoglio dell'8 settembre 1943, Gina inizia a collaborare con la Resistenza italiana contro l'occupazione nazista. Lo stesso fa Bruno, che viene assunto nella tipografia dietro indicazione del vecchio proprietario, che ora guida un gruppo di partigiani. Ma Tullio, che si sente estraneo alle questioni politiche, non esiterà a tradire la fiducia dei vecchi amici.
La seconda lettera anonima è quella inviata al covo dei partigiani, dopo la cattura di Bruno, per chiedere un riscatto. Gina capisce che questa lettera, come la prima, è opera di Tullio, quindi va a chiedergli spiegazioni ed infine gli spara. Finita la guerra, Gina è ancora in prigione, ma Bruno le dice che, se c'è giustizia, potrà uscire presto.

## Produzione
Il film è stato girato negli stabilimenti romani della Scalera, con l'organizzazione generale di Franco Piperno e la registrazione sonora R.C.A. Photophone curata dal tecnico del suono Tullo Parmegiani. Negativi di Felice Boschi, arredamenti di Gino Brosio e costruzioni di Italo Tancredi. La produzione è stata diretta da Ferruccio De Martino.
Ivo Perilli, oltre a firmare il soggetto, ha collaborato alla sceneggiatura ed ha svolto il ruolo di aiuto regista. Alla sceneggiatura ha collaborato anche lo stesso regista Mario Camerini.
La pellicola rappresenta un tentativo di commistione tra il filone neorealista, caldamente appoggiato dalla critica cinematografica italiana dell'epoca, e quello più popolare dei melodrammi sentimentali strappalacrime, che invece era molto in voga tra il pubblico italiano negli anni del secondo dopoguerra (1945-1955), ma assai malvisto dalla prima (che soltanto a partire dagli anni settanta opererà una generale rivalutazione delle opere di questo filone, coniando appositamente il termine neorealismo d'appendice).
Molto apprezzata l'interpretazione di Andrea Checchi, che per questo film si aggiudicò il Nastro d'argento come miglior attore protagonista nella prima edizione del premio, svoltasi nel 1946.

## Distribuzione
Il film venne distribuito nel circuito cinematografico italiano il 3 novembre del 1945.

## Critica
Il Morandini commenta: «Per il suo turgore melodrammatico è una sorta di anti-Roma città aperta in cui uno dei due maggiori registi italiani degli anni '30 cerca di mescolare il pubblico e il privato, adeguandosi all'aria neorealistica che tira».

## Incassi
Il film introitò 90.000.000 di lire dell'epoca, risultando il quarto maggior incasso della stagione cinematografica 1945-1946 in Italia, preceduto solo da Roma città aperta di Roberto Rossellini e da due pellicole di Mario Mattoli: la commedia Partenza ore 7 ed il melò La vita ricomincia.

## Riconoscimenti
- Nastri d'argento 1946
  - Nastro d'argento ad Andrea Checchi come miglior attore protagonista.